# Telefonumfrage
Telefonumfragen (eigentlich telefonische Umfragen) sind eine Befragungsmethode, die meist mit Computerunterstützung (Computer Assisted Telephone Interview) stattfindet.

## Methodische Aspekte

### Vorteile der Telefonumfrage
- In den meisten Ländern, in denen Markt- und Meinungsforschung stattfindet, hat nahezu jeder Haushalt einen Telefonanschluss. So erschließt das Medium Telefon beinahe die gesamte Grundgesamtheit.
- Im Telefongespräch sind die unerwünschten Verfälschungseffekte der non-verbalen Kommunikation zwischen Interviewer und Interviewtem geringer als im persönlichen Interview: Der Befragte kann den Interviewer weder sehen noch riechen, so dass nur noch die Sprache emotionale Effekte, die das Antwortverhalten beeinflussen könnten (angenehme Stimme, forscher Ton), transportieren kann.

### Nachteile der Telefonumfrage
- Der Interviewer kann dem Befragten nichts zeigen.
- Die Erreichbarkeit der Elemente der Grundgesamtheit über das Telefonnetz ist Schwankungen unterworfen, denn es gibt Personen, 
  - ohne Telefonbuch-Eintrag (die je nach angewandter Methode nicht erfasst werden können (siehe RLD-Verfahren))
  - die unter mehreren Telefonnummern eingetragen oder/und erreichbar sind (und somit leichter erfasst werden können)
- Die Bereitschaft zur Teilnahme an Telefonbefragungen ist – insbesondere aufgrund des Einflusses von Telefonmarketing – in Teilen der Bevölkerung stark gesunken.

Da die oben genannten Unterschiede mit bestimmten soziodemographischen Kriterien korrelieren, ist dadurch die Repräsentativität der Stichprobe nicht mehr gewährleistet. Die Forderung, dass jedes Element der Grundgesamtheit mit derselben Wahrscheinlichkeit in die Stichprobe gelangen muss, ist nicht mehr eingehalten.
Im US-Wahlkampf 2012 wurde eine weitere Schwachstelle der Telefonumfrage deutlich: Verlässt sich das befragende Institut auf Festnetznummern, werden jüngere Wahlberechtigte zu selten befragt und die Ergebnisse verfälscht.

## Wirtschaftliche Aspekte
- Der Interviewer muss den zu Befragenden nicht aufsuchen. Mehrfache Kontaktversuche und auch Interviews, die in mehrere Zeitblöcke aufgeteilt durchgeführt werden, haben keine wesentlichen Kostenfolgen.

- Durch den Verfall der Telefongebühren im Verlauf der vergangenen zehn Jahre sind telefonische Befragungen auch weltweit kostengünstig möglich.

## Rechtslage
Telefonumfragen, die an ein Produkt oder eine Produktgruppe gebunden sind, und dem auftraggebenden Unternehmen somit zur Produktverbesserung beitragen oder als Werbung für ein ebensolches Produkt gelten können, können gemäß UWG gesetzeswidrig sein. Sie gelten als Cold Call und stellen somit einen schweren Eingriff in die Privatsphäre des Angerufenen dar, sofern dieser nicht ausdrücklich seine Genehmigung erteilt hat (Opt-in). Entsprechende Urteile sprachen u. a. die Oberlandesgerichte Stuttgart und Oldenburg, sowie die Landgerichte Berlin, Hamburg und Potsdam, sowie das Amtsgericht Rathenow.